# 24 uur van Le Mans 1954

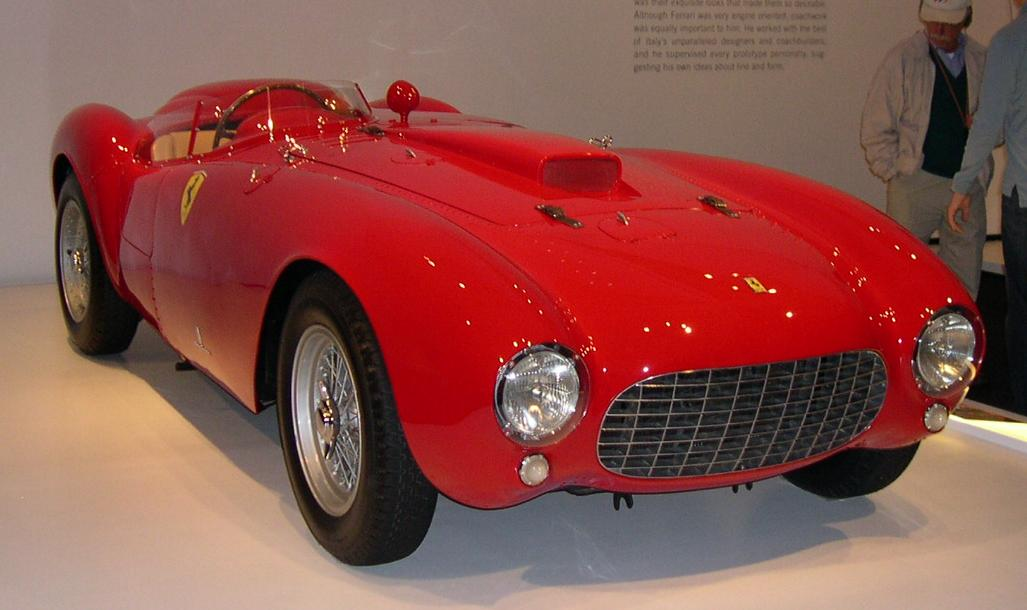
De winnende auto: de Ferrari 375 Plus #4.

De 24 uur van Le Mans 1954 was de 22e editie van deze endurancerace. De race werd verreden op 12 en 13 juni 1954 op het Circuit de la Sarthe nabij Le Mans, Frankrijk.
De race werd gewonnen door de Scuderia Ferrari #4 van José Froilán González en Maurice Trintignant, die allebei hun enige Le Mans-zege behaalden. De S 8.0-klasse werd gewonnen door de Briggs Cunningham #2 van William Spear en Sherwood Johnston. De S 3.0-klasse werd gewonnen door de Equipe Gordini #30 van Jacques Pollet en André Guelfi. De S 2.0-klasse werd gewonnen door de Bristol Aeroplane Company #35 van Peter Wilson en Jim Mayers. De S 750-klasse werd gewonnen door de Automobiles Deutsch et Bonnet #57 van René Bonnet en Élie Bayol. De S 1.5-klasse werd gewonnen door de Porsche KG #39 van Johnny Claes en Pierre Stasse. De S 1.1-klasse werd gewonnen door de Porsche KG #47 van Zora Arkus-Duntov en Gonzague Olivier.

## Race
Winnaars in hun klasse zijn vetgedrukt. Auto's die minder dan 70% van de afstand van de winnaar van hun klasse hadden afgelegd werden niet geklasseerd. De #43 Automobili OSCA werd gediskwalificeerd omdat de auto op het circuit was achtergelaten. De #38 Automobiles Frazer Nash Ltd. werd gediskwalificeerd omdat de brandstof van deze auto te vroeg werd bijgevuld.
| Pos. | Klasse | No. | Team                                       | Coureurs                                      | Chassis                        | Motor                             | Ronden |
| ---- | ------ | --- | ------------------------------------------ | --------------------------------------------- | ------------------------------ | --------------------------------- | ------ |
| 1    | S 5.0  | 4   | Scuderia Ferrari                           | José Froilán González Maurice Trintignant     | Ferrari 375 Plus               | Ferrari 5.0L V12                  | 302    |
| 2    | S 5.0  | 14  | Jaguar Cars Ltd.                           | Duncan Hamilton Tony Rolt                     | Jaguar D-Type                  | Jaguar 3.4L S6                    | 301    |
| 3    | S 8.0  | 2   | Briggs Cunningham                          | William Spear Sherwood Johnston               | Cunningham C-4R                | Chrysler 5.5L V8                  | 283    |
| 4    | S 5.0  | 16  | Ecurie Francorchamps                       | Roger Laurent Jacques Swaters                 | Jaguar C-Type                  | Jaguar 3.4L S6                    | 277    |
| 5    | S 8.0  | 1   | Briggs Cunningham                          | Briggs Cunningham John Gordon Bennett         | Cunningham C-4R                | Chrysler 5.5L V8                  | 274    |
| 6    | S 3.0  | 30  | Equipe Gordini                             | Jacques Pollet André Guelfi                   | Gordini T15S                   | Gordini 2.5L S6                   | 263    |
| 7    | S 2.0  | 35  | Bristol Aeroplane Company                  | Peter Wilson Jim Mayers                       | Bristol 450                    | Bristol 1979cc S6                 | 260    |
| 8    | S 2.0  | 33  | Bristol Aeroplane Company                  | Tommy Wisdom Jack Fairman                     | Bristol 450                    | Bristol 1979cc S6                 | 257    |
| 9    | S 2.0  | 34  | Bristol Aeroplane Company                  | Mike Keen Trevor Line                         | Bristol 450                    | Bristol 1979cc S6                 | 255    |
| 10   | S 750  | 57  | Automobiles Deutsch et Bonnet              | René Bonnet Élie Bayol                        | DB HBR-MC                      | Panhard 745cc F2                  | 240    |
| 11   | S 2.0  | 36  | Automobiles Frazer Nash Ltd.               | Maus Gatsonides Marcel Becquart               | Frazer Nash Le Mans Coupé      | Bristol 1970cc S6                 | 228    |
| 12   | S 1.5  | 39  | Porsche KG                                 | Johnny Claes Pierre Stasse                    | Porsche 550/4 RS Spyder        | Porsche 1497cc F4                 | 228    |
| 13   | S 750  | 55  | Établissements Monopole                    | Jean Hémard Pierre Flahaut                    | Monopole X84                   | Panhard 612cc F2                  | 222    |
| 14   | S 1.1  | 47  | Porsche KG                                 | Zora Arkus-Duntov Gonzague Olivier            | Porsche 550/4 RS Spyder        | Porsche 1089cc F4                 | 216    |
| NC   | S 2.0  | 62  | Edgar Wadsworth                            | Edgar Wadsworth John Brown                    | Triumph TR2                    | Triumph 2.0L I4                   | 214    |
| 15   | S 750  | 56  | Ecurie Jeudy-Bonnet                        | Marc Gignoux Louis Cornet                     | DB HBR-MC                      | Panhard 745cc F2                  | 213    |
| NC   | S 5.0  | 11  | Georges Grignard                           | Jean Blanc Serge Nersessian                   | Talbot T26 GS Spyder           | Talbot 4.6L S6                    | 206    |
| 16   | S 750  | 59  | Automobiles Panhard et Levassor            | René Cotton André Beaulieux                   | Panhard-Monopole X88           | Panhard 612cc F2                  | 195    |
| 17   | S 750  | 54  | P. Garzynski                               | René Breuil Jean Py                           | BG Le Mans Coupé               | Renault 747cc S4                  | 194    |
| DSQ  | S 1.5  | 43  | Automobili OSCA                            | Lance Macklin Pierre Leygonie James Simpson   | OSCA MT-4                      | OSCA 1500cc S4                    | 247    |
| DNF  | S 1.5  | 42  | Automobili OSCA                            | Jacques Péron Francesco Giardini              | OSCA MT-4                      | OSCA 1490cc S4                    | 243    |
| DNF  | S 5.0  | 8   | Aston Martin Lagonda                       | Reg Parnell Roy Salvadori                     | Aston Martin DB3S              | Aston Martin 2.9L S6 Supercharged | 222    |
| DNF  | S 1.1  | 63  | Lucien Farnaud                             | Lucien Farnaud Adolfo Macchieraldo            | OSCA MT-4                      | OSCA 1092cc S4                    | 199    |
| DNF  | S 750  | 49  | Automobiles VP                             | Just-Emile Vernet Yves Giraud-Cabantous       | VP 166R                        | Renault 747cc S4                  | 190    |
| DNF  | S 5.0  | 5   | Scuderia Ferrari                           | Robert Manzon Louis Rosier                    | Ferrari 375 Plus               | Ferrari 5.0L V12                  | 177    |
| DNF  | S 750  | 58  | Automobiles Panhard et Levassor            | Pierre Chancel Robert Chancel                 | Panhard-Monopole X88           | Panhard 612cc F2                  | 157    |
| DNF  | S 1.5  | 41  | Porsche KG                                 | Hans Herrmann Helmut Polensky                 | Porsche 550/4 RS Spyder        | Porsche 1497cc F4                 | 148    |
| DNF  | S 3.0  | 20  | Aston Martin Lagonda                       | Birabongse Bhanubandh Peter Collins           | Aston Martin DB3S Coupé        | Aston Martin 2.9L S6              | 138    |
| DNF  | S 5.0  | 15  | Jaguar Cars Ltd.                           | Peter Whitehead Ken Wharton                   | Jaguar D-Type                  | Jaguar 3.4L S6                    | 131    |
| DNF  | S 3.0  | 27  | Jean-Paul Colas                            | Jean-Paul Colas Hermano da Silva Ramos        | Aston Martin DB2/4 'Vignale'   | Aston Martin 2.9L S6              | 121    |
| DNF  | S 5.0  | 6   | Briggs Cunningham                          | Phil Walters John Cooper Fitch                | Ferrari 375 MM                 | Ferrari 4.5L V12                  | 120    |
| DNF  | S 2.0  | 28  | Officine Alfieri Maserati                  | Alfonso de Portago Carlo Tomasi               | Maserati A6GCS/53              | Maserati 1986cc S6                | 116    |
| DSQ  | S 2.0  | 38  | Automobiles Frazer Nash Ltd. Sture Nottorp | Sture Nottorp Ivar Andersson                  | Frazer Nash Le Mans Coupé      | Bristol 1979cc S6                 | 109    |
| DNF  | S 750  | 52  | Ecurie Jeudy-Bonnet                        | Marc Azéma Alphonse de Burnay                 | DB HDR-MC                      | Renault 747cc S4                  | 102    |
| DNF  | S 2.0  | 44  | Alexis Constantin                          | Alexis Constantin Edmond Mouche               | Constantin-Peugeot 203C Spyder | Peugeot 1425cc S4 Supercharged    | 95     |
| DNF  | S 5.0  | 12  | Jaguar Cars Ltd.                           | Stirling Moss Peter Walker                    | Jaguar D-Type                  | Jaguar 3.4L S6                    | 92     |
| DNF  | S 5.0  | 3   | Scuderia Ferrari                           | Umberto Maglioli Paolo Marzotto               | Ferrari 375 Plus               | Ferrari 5.0L V12                  | 88     |
| DNF  | S 1.1  | 46  | Kieft Cars Ltd.                            | Alan Rippon Bill Black                        | Kieft Sport                    | Coventry Climax 1098cc S4         | 86     |
| DNF  | S 1.1  | 65  | Equipe Gordini                             | André Pilette Max Thirion                     | Gordini T17S                   | Gordini 1096cc S4                 | 76     |
| DNF  | S 3.0  | 19  | Equipe Gordini                             | Jean Behra André Simon                        | Gordini T24S                   | Gordini 3.0L S8                   | 76     |
| DNF  | S 3.0  | 22  | Aston Martin Lagonda                       | Carroll Shelby Paul Frère                     | Aston Martin DB3S              | Aston Martin 2.9L S6              | 74     |
| DNF  | S 750  | 50  | Guy Michel/André Guillard                  | Guy Michel André Guillard                     | Renault 4CV-1063 Spyder        | Renault 747cc S4                  | 73     |
| DNF  | S 3.0  | 21  | Aston Martin Lagonda                       | Ian Stewart Graham Whitehead                  | Aston Martin DB3S Coupé        | Aston Martin 2.9L S6              | 64     |
| DNF  | S 5.0  | 9   | Ecurie Rosier                              | Jean-Louis Rosier Pierre Meyrat               | Talbot-Lago T26 GS Spyder      | Talbot-Lago 4.5L S6               | 62     |
| DNF  | S 2.0  | 31  | Equipe Gordini                             | André Moynet Clarence de Rinen                | Gordini T15S                   | Gordini 1988cc S6                 | 54     |
| DNF  | S 2.0  | 37  | Automobiles Frazer Nash Ltd.               | Rodney Peacock Gerry Ruddock                  | Frazer Nash LMC/Targa Florio   | Bristol 1970cc S6                 | 49     |
| DNF  | S 5.0  | 10  | Pierre Levegh                              | Pierre Levegh Lino Fayen                      | Talbot-Lago T26 GS Spyder      | Talbot-Lago 4.5L S6               | 33     |
| DNF  | S 1.1  | 48  | Kieft Cars Ltd.                            | Georges Trouis Alfred Percy Hitchings         | Kieft Sport                    | MG 1087cc S4                      | 26     |
| DNF  | S 5.0  | 7   | Aston Martin Lagonda                       | Eric Thompson Dennis Poore                    | Lagonda DP115                  | Lagonda 4.5L V12                  | 25     |
| DSQ  | S 750  | 66  | Jacques Faucher                            | Jacques Faucher Jean Hébert                   | Renault 4CV-1063               | Renault 747cc S4                  | 20     |
| DNF  | S 750  | 51  | Automobiles Deutsch et Bonnet              | Pierre Louis-Dreyfus Leon Dernier Jean Lucas  | DB HDR-MC                      | Renault 747cc S4                  | 8      |
| DNF  | S 750  | 53  | Nardi Automobili                           | Mario Damonte Alexandre Gacon                 | Nardi 750LM                    | Crosley 747cc S4                  | 7      |
| DNF  | S 5.0  | 18  | Luigi Chinetti                             | Innocente Baggio Porfirio Rubirosa            | Ferrari 375 MM Berlinetta      | Ferrari 4.5L V12                  | 5      |
| DNF  | S 750  | 60  | Automobiles Panhard et Levassor            | Lucien Pailler Jacques Dewez                  | Panhard-Monopole X88 Coupé     | Panhard 611cc F2                  | 5      |
| DNF  | S 1.5  | 40  | Porsche KG                                 | Richard von Frankenberg Helm Glöckler         | Porsche 550/4 RS Spyder        | Porsche 1497cc F4                 | 4      |
| DNF  | S 750  | 64  | Ecurie Jeudy-Bonnet                        | Claude Storez Jean-Claude Vidilles Jean Lucas | DB HDR-MC                      | Renault 747cc S4                  | 4      |
| DNF  | S 750  | 61  | Automobiles Panhard et Levassor            | Eugène Dussous Jacques Savoye                 | Panhard-Monopole X84           | Panhard 611cc F2                  | 0      |
| DNS  | S 3.0  | 23  | Nigel Mann                                 | Nigel Mann Charles Brackenbury                | Aston Martin DB3               | Aston Martin 2.9L S6              | 0      |
| DNA  | S 3.0  | 29  | Officine Alfieri Maserati                  | Mike Sparken Roberto Mieres John Simone       | Maserati A6GCS/53              | Maserati 2.5L S4                  | 0      |

1923 · 1924 · 1925 · 1926 · 1927 · 1928 · 1929 · 1930 · 1931 · 1932 · 1933 · 1934 · 1935 · 1936 · 1937 · 1938 · 1939 · 1940 - 1948 · 1949 · 1950 · 1951 · 1952 · 1953 · 1954 · 1955 (Ramp) · 1956 · 1957 · 1958 · 1959 · 1960 · 1961 · 1962 · 1963 · 1964 · 1965 · 1966 · 1967 · 1968 · 1969 · 1970 · 1971 · 1972 · 1973 · 1974 · 1975 · 1976 · 1977 · 1978 · 1979 · 1980 · 1981 · 1982 · 1983 · 1984 · 1985 · 1986 · 1987 · 1988 · 1989 · 1990 · 1991 · 1992 · 1993 · 1994 · 1995 · 1996 · 1997 · 1998 · 1999 · 2000 · 2001 · 2002 · 2003 · 2004 · 2005 · 2006 · 2007 · 2008 · 2009 · 2010 · 2011 · 2012 · 2013 · 2014 · 2015 · 2016 · 2017 · 2018 · 2019 · 2020 · 2021 · 2022 · 2023 · 2024